# Уэллс, Питер Брайан
Питер Брайан Уэллс (англ. Peter Bryan Wells; род. 12 мая 1963, Талса, США) — американский прелат и ватиканский дипломат. Титулярный архиепископ Марсианополиса с 9 февраля 2016. Апостольский нунций в Южно-Африканской Республике и Ботсване с 9 февраля 2016 по 8 февраля 2023. Апостольский нунций в Лесото и Намибии с 16 февраля 2016 по 8 февраля 2023. Апостольский нунций в Эсватини с 13 июня 2016 по 8 февраля 2023. Апостольский нунций в Камбодже и Таиланде, а также апостольский делегат в Лаосе с 8 февраля 2023.